# Chaca
Chaca is een geslacht van straalvinnige vissen uit de familie van de grootkopmeervallen (Chacidae).

## Soorten
- Chaca bankanensis Bleeker, 1852
- Chaca burmensis Brown & Ferraris, 1988
- Chaca chaca (Hamilton, 1822)
- Chaca serica Ng & Kottelat, 2012